# Tamada

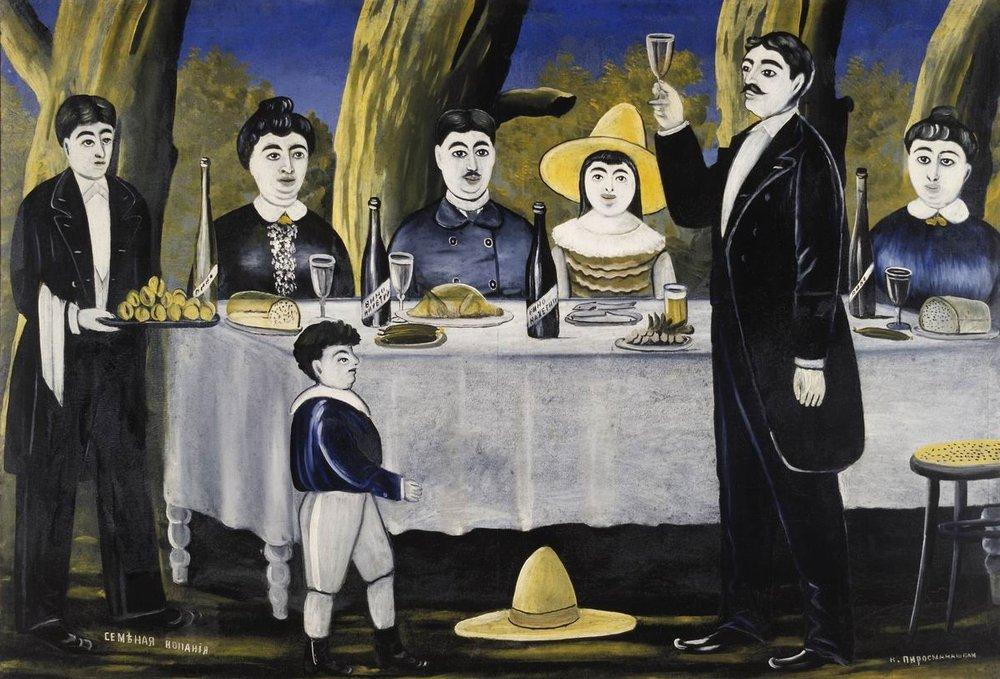
Přípitek na rodinné oslavě (Niko Pirosmani, 1907)

Tamada je osoba, která je na tradiční gruzínské hostině supra pověřena moderováním hostiny prostřednictvím dobře načasovaných a dobře přednesených přípitků.
Tamada je muž s řečnickým talentem, který dobře zná všechny přítomné. Bývá to jeden ze starších mužů rodiny, ale nemusí to být pravidlem. Tamada mívá asistenta, který dolévá sklenice (víno, kořalka). Když tamada začne pronášet přípitek, všichni musí přestat mluvit, mohou jíst, ale nesmí pít alkohol. Gruzínské přípitky nejsou v délce pouhé jedné věty. Bývají poetické, s patřičnou filozofickou hloubkou, ale nepostrádají ani smysl pro humor. Úkolem tamady je prostřednictvím přípitků udávat tempo a ducha hostiny, vtáhnout do děje všechny přítomné včetně hostů, kteří jsou v průběhu oslavy vyzváni k tomu, aby také přednesli jeden přípitek. Dalším úkolem tamady a jeho asistenta je, aby zůstali střízliví až do konce hostiny. Na tradiční hostině se konzumuje velké množství jídla a vína. V Gruzii se připitky pronáší pouze vínem, ne pivem.
Podobná kultura přípitků existuje také v Arménii a Ázerbájdžánu, ale i v dalších zemích bývalého Sovětského svazu.